# Honda NSR500
La Honda NSR500 es una motocicleta de carreras de la serie Honda NSR. Fue creado por HRC (Honda Racing Corporation) y debutó en la temporada 1984 del campeonato del mundo de 500cc.
Honda ganó diez campeonatos mundiales de 500cc con la NSR500 desde 1984 hasta 2001, seis consecutivos desde 1994 hasta 1999. Con más de 100 victorias en su haber, la NSR500 es la motocicleta de carreras más dominante de todos los tiempos. La NSR500 que ganó el tercer campeonato mundial de 500cc de Honda con Eddie Lawson en 1989 ejemplifica la potencia abrumadora, la aceleración y la velocidad bruta que siempre ha sido sinónimo del V4 de dos tiempos y 500 cc de Honda.

## Historia
1983-1987
Diseñada para suceder a la primera motocicleta de dos tiempos de Honda, la NS500 tricilindrica, la NSR500, debutó en la temporada 1984. Sobre la base de su predecesora de tres cilindros, la nueva V4 utilizó un solo cigüeñal, haciéndola más ligera y compacta que sus adversarios de cigüeñal doble. Aunque perjudicada por la tecnología de chasis poco sofisticada en su primera temporada, la NSR500 evolucionó para ganar el segundo título de pilotos de Honda en 1985. Al abrir el ángulo en V a 112° en temporada 1987, dejó espacio para un cuarteto de carburadores Keihin de 36 mm entre los cilindros donde podría alimentarse con más aire fresco. La nueva disposición también permitío que el motor exhale de manera más eficiente a través de sus cuatro cámaras de expansión ingeniosamente entrelazadas. A finales de año, Honda ganó el tercer título del Mundo de 500 cc con el australiano Wayne Gardner.
1988-1989
Completamente rediseñada para 1988, la NSR500 porto un chasis de aluminio de doble mástil más rígido y varios cambios de motor. Los cambios realizados en la motocicleta de 1988 la hicieron algo problemática para los pilotos, especialmente en la primera mitad de la temporada. Wayne Gardner tuvo dificultades en la defensa de su campeonato mundial y, aunque finalmente logró superar los problemas de la motocicleta y ganó tres carreras seguidas a mitad de temporada (Países Bajos, Bélgica y Yugoslavia), solo pudo terminar segundo en el campeonato detrás de la Yamaha de Eddie Lawson. Las principales quejas sobre la NSR500 de 1988 fueron que el motor, sin duda el más poderoso de la parrilla, era muy potente y tenía que correr en un rango alto de revoluciones para obtener lo mejor de él. Además, la geometría de la suspensión de la NSR500 no era tan buena como en 1987 y la motocicleta era notablemente más difícil de manejar en las curvas que su rival la Yamaha YZR500 y la nueva RGV500 de Suzuki. Si bien la ventaja de potencia del motor se vio en las pistas más rápidas, como Suzuka (circuito propiedad de Honda), Assen, Spa y Paul Ricard, en pistas más reviradas como Jarama y Jerez, estaba falto de ritmo debido a su maniobrabilidad.
Más mejoras le dieron a la NSR500 de 1989 más de 165 caballos de fuerza (123 kW) a 12,000 rpm, duplicando esencialmente la potencia de la Honda RC181 de 1966 de cuatro tiempos. Capaz de llegar a más de 310 kilómetros por hora (190 mph), la motocicleta de 1989 tenía más velocidad máxima y aceleración que cualquier otra motocicleta en pista. Para contener toda esa potencia, el chasis de aluminio de doble mástil más rígido utilizaba un basculante curvo de ala de gaviota para acomodar cámaras de expansión más eficientes. El resultado fue un paquete implacable, pero brutalmente rápido, que le valió a Honda el cuarto Campeonato Mundial de 500 cc en 1989 gracias a Eddie Lawson, que se había unido al equipo Rothmans junto con Gardner y el joven australiano Mick Doohan.
1990-1998
Aunque el motor de 499 cc V4 podría producir más de 200 caballos de fuerza (150 kW), el desarrollo del chasis, la gestión sofisticada del motor y un australiano llamado Mick Doohan hicieron de la NSR500 una leyenda en la década de 1990. Extensas pruebas en 1991 llevaron a la creación de un nuevo chasis de aluminio diseñado en base a la exitosa Honda RVF750. Honda dio a conocer una idea revolucionaria con un V4 en 1992 que fue programado para disparar los cuatro cilindros dentro de los 65-70 grados de rotación del cigüeñal, el llamado motor "Big-Bang". Junto con un eje de equilibrio que neutralizó los efectos giroscópicos del motor del cigüeñal único, la NSR500 de 1992 fue un gran avance. Haciendo hincapié en la aceleración sobre la velocidad punta, Doohan utilizó este motor para ganar cinco de las primeras siete carreras de la temporada 1992. Aunque una lesión en la pierna le negó la chance a Doohan de ganar el Campeonato Mundial de 1992, no se le negaría por mucho tiempo. A partir de 1994, Doohan y la NSR500 ganaron cinco campeonatos mundiales consecutivos de 500 cc. Al ganar 12 de 15 carreras en 1997, rompió el récord de victorias de una temporada establecido en 1972. Con un total de 54 victorias en el Campeonato del Mundo de 500 cc, ningún piloto y motocicleta en la historia moderna habían dominado de tal forma el campeonato. Desde la temporada 1997, la NSR500 volvió a presentar el viejo motor "Screamer" en algunos pilotos de fábrica, y Mick Doohan prefirió la mayor potencia de este diseño a pesar de ser mucho más difícil de manejar.
1999-2002
El desarrollo constante y la sofisticación cada vez mayor agudizaron la ventaja de la NSR500, lo que le valió a Honda dos campeonatos mundiales más, con Àlex Crivillé en 1999 y con Valentino Rossi en 2001.
Para la temporada 2002, las regulaciones técnicas para el Campeonato del Mundo de Motociclismo de 500 cc se modificaron drásticamente, permitiendo que los motores de cuatro tiempos crezcan hasta los 990 cc y hasta seis cilindros. El nombre del campeonato cambió a MotoGP y se limitó solo a los prototipos de competición. Debido a estos cambios, Honda introdujo la RC211V en 2002 para competir junto a la NSR500. El mayor desplazamiento de la RC211V y de otras motocicletas de cuatro tiempos dominaron el campeonato y la NSR500 finalmente fue retirada del campeonato junto con todas las demás motocicletas de dos tiempos.

## Campeonatos Mundiales
Campeonatos mundiales de pilotos ganados con la NSR500:
- 1985 Freddie Spencer
- 1987 Wayne Gardner
- 1989 Eddie Lawson
- 1994 Mick Doohan
- 1995 Mick Doohan
- 1996 Mick Doohan
- 1997 Mick Doohan
- 1998 Mick Doohan
- 1999 Àlex Crivillé
- 2001 Valentino Rossi

Campeonatos mundiales de constructores ganados con la NSR500:
- 1985, 1989, 1992, 1994, 1995, 1996, 1997, 1998, 1999, 2001

## Resultados

### Campeonato del Mundo de Motociclismo
(Clave) (negrita indica pole position) (cursiva indica vuelta rápida)

| Año  | Equipo                    | N.º | Piloto              | 1   | 2   | 3   | 4   | 5   | 6   | 7   | 8   | 9   | 10  | 11  | 12  | 13  | 14  | 15  | 16  | Pts       | CP   | Pts | CC |
| ---- | ------------------------- | --- | ------------------- | --- | --- | --- | --- | --- | --- | --- | --- | --- | --- | --- | --- | --- | --- | --- | --- | --------- | ---- | --- | -- |
| 1990 | Rothmans Honda            |     |                     | JPN | USA | ESP | NAT | GER | AUT | YUG | NED | BEL | FRA | GBR | SWE | CZE | HUN | AUS |     |           |      |     |    |
| 1990 | Rothmans Honda            | 9   | Mick Doohan         | Ret | 2   | 4   | 3   | Ret | 3   | 4   | 4   | 6   | 4   | 4   | 4   | 9   | 1   | 2   |     | 179       | 3º   | 233 | 2º |
| 1990 | Rothmans Honda            | 10  | Wayne Gardner       | 2   | Ret | 1   | 4   |     |     |     | Ret | 10  | 2   | Ret | 3   | 2   | 4   | 1   |     | 138       | 5º   | 233 | 2º |
| 1990 | CAMPSA Honda              | 6   | Sito Pons           | 5   | Ret | 6   | 6   | 5   | 6   | Ret |     |     |     |     |     | 7   | 10  | 7   |     | 76        | 10º  | 233 | 2º |
| 1990 | Team ROC Elf La Cinq      | 5   | Pierfrancesco Chili | 7   | 3   | 5   | Ret | Ret | 4   | Ret | 8   | DNS |     |     |     |     |     | 9   |     | 63        | 11º  | 233 | 2º |
| 1990 | Team ROC Elf La Cinq      | 55  | Marco Papa          |     |     |     |     |     |     |     |     |     | 9   |     |     |     |     |     |     | 7 (55)    | 14º  | 233 | 2º |
| 1990 | Team ROC Elf La Cinq      | 55  | Carl Fogarty        |     |     |     |     |     |     |     |     |     |     | Ret | 6   | 10  | 8   |     |     | 24        | 18º  | 233 | 2º |
| 1990 | HRC/Pentax                | 39  | Shinichi Ito        | 9   |     |     |     |     |     |     |     |     |     |     |     |     |     |     |     | 7         | 26º  | 233 | 2º |
| 1990 | Teera                     | 37  | Hikaru Miyagi       | 11  |     |     |     |     |     |     |     |     |     |     |     |     |     |     |     | 5         | 29º  | 233 | 2º |
| 1990 | YS Racing                 | 35  | Shunji Yatsushiro   | DNS |     |     |     |     |     |     |     |     |     |     |     |     |     |     |     | 0         | NC   | 233 | 2º |
| 1991 | Rothmans Honda            |     |                     | JPN | AUS | USA | ESP | ITA | GER | AUT | EUR | NED | FRA | GBR | RSM | CZE | VDM | MAL |     |           |      |     |    |
| 1991 | Rothmans Honda            | 3   | Mick Doohan         | 2   | 2   | 2   | 1   | 1   | 3   | 1   | 2   | Ret | 2   | 3   | 3   | 2   | 2   | 3   |     | 224       | 2º   | 256 | 2º |
| 1991 | Rothmans Honda            | 5   | Wayne Gardner       | 5   | 4   | 7   | 7   |     | 5   | 4   | 3   | 3   | 10  | 5   | 4   | 4   | 5   | 2   |     | 161       | 5º   | 256 | 2º |
| 1991 | CAMPSA Honda              | 10  | Sito Pons           | 8   | Ret | Ret |     |     |     |     | 11  | 10  | 9   | Ret | Ret | 9   | 9   | Ret |     | 40        | 14º  | 256 | 2º |
| 1991 | Pentax Honda              | 28  | Shinichi Itoh       | 16  |     |     |     |     |     |     |     |     |     |     |     |     |     |     |     | 0         | NC   | 256 | 2º |
| 1991 | Ajinomoto                 | 36  | Hikaru Miyagi       | 20  |     |     |     |     |     |     |     |     |     |     |     |     |     |     |     | 0         | NC   | 256 | 2º |
| 1991 | Ajinomoto                 | 41  | Keiichiro Iwahashi  | 9   |     |     |     |     |     |     |     |     |     |     |     |     |     |     |     | 7         | 21º  | 256 | 2º |
| 1992 | Rothmans Honda Team       |     |                     | JPN | AUS | MAL | ESP | ITA | EUR | GER | NED | HUN | FRA | GBR | BRA | RSA |     |     |     |           |      |     |    |
| 1992 | Rothmans Honda Team       | 2   | Mick Doohan         | 1   | 1   | 1   | 1   | 2   | 2   | 1   |     |     |     |     | 12  | 6   |     |     |     | 136       | 2º   | 216 | 1º |
| 1992 | Rothmans Kanemoto Honda   | 5   | Wayne Gardner       | Ret |     |     |     | DNQ |     | 3   |     | 6   | 2   | 1   | 4   | 2   |     |     |     | 78        | 6º   | 216 | 1º |
| 1992 | Rothmans Kanemoto Honda   | 58  | Daryl Beattie       |     | 3   | 6   |     |     |     |     |     |     |     |     |     |     |     |     |     | 18        | 14º  | 216 | 1º |
| 1992 | Team HRC                  | 53  | Shinichi Ito        | 4   |     |     |     |     |     |     |     |     |     |     |     |     |     |     |     | 10        | 16º  | 216 | 1º |
| 1992 | Team HRC                  | 58  | Daryl Beattie       | DNS |     |     |     |     |     |     |     |     |     |     |     |     |     |     |     | 0 (18)    | 14º  | 216 | 1º |
| 1993 | Rothmans Honda Team       |     |                     | AUS | MAL | JPN | ESP | AUT | GER | NED | EUR | RSM | GBR | CZE | ITA | USA | FIM |     |     |           |      |     |    |
| 1993 | Rothmans Honda Team       | 2   | Mick Doohan         | Ret | 4   | 7   | 4   | 2   | Ret | 2   | 2   | 1   | Ret | 3   | 2   | Ret |     |     |     | 156       | 4º   | 253 | 3º |
| 1993 | Rothmans Honda Team       | 4   | Daryl Beattie       | 4   | 2   | 3   | 6   | 7   | 1   | Ret | 4   | 6   | 6   | 6   | 7   | 5   | 2   |     |     | 176       | 3º   | 253 | 3º |
| 1993 | Rothmans Honda Team       | 6   | Shinichi Ito        | 7   | 6   | 4   | Ret | 6   | 3   | 6   | Ret | 4   | 5   | 7   | 8   | 6   | Ret |     |     | 119       | 7º   | 253 | 3º |
| 1993 | Marlboro Honda Pons       | 8   | Àlex Crivillé       | 6   | 5   | 5   | 3   | Ret | 4   | 3   | Ret | Ret | Ret | 8   | 6   | 7   | 4   |     |     | 117       | 8º   | 253 | 3º |
| 1994 | Honda Team HRC            |     |                     | AUS | MAL | JPN | ESP | AUT | GER | NED | ITA | FRA | GBR | CZE | USA | ARG | EUR |     |     |           |      |     |    |
| 1994 | Honda Team HRC            | 4   | Mick Doohan         | 3   | 1   | 2   | 1   | 1   | 1   | 1   | 1   | 1   | 2   | 1   | 3   | 1   | 2   |     |     | 317       | 1º   | 317 | 1º |
| 1994 | Honda Team HRC            | 7   | Shinichi Itoh       | 5   | 3   | 3   | Ret | 4   | 6   | Ret | 5   | 5   | 9   | 2   | 4   | 4   | Ret |     |     | 141       | 7º   | 317 | 1º |
| 1994 | Honda Team HRC            | 8   | Àlex Crivillé       | 6   | 8   | 7   | 5   | 3   | 4   | 3   | Ret | 3   | 6   | 4   | DNS | 7   | 4   |     |     | 144       | 6º   | 317 | 1º |
| 1994 | Ducados Honda Pons        | 17  | Alberto Puig        | 7   | 5   | 8   | 6   | 6   | 3   | 4   | 4   | 4   | 7   | 5   | 7   | 5   | 7   |     |     | 152       | 5º   | 317 | 1º |
| 1994 | Mister Yumcha Blue Fox    | 56  | Norick Abe          |     |     | Ret |     |     |     |     |     |     |     |     |     |     |     |     |     | 0 (20)    | 17º  | 317 | 1º |
| 1995 | Team Repsol Honda         |     |                     | AUS | MAL | JPN | ESP | GER | ITA | NED | FRA | GBR | CZE | RÍO | ARG | EUR |     |     |     |           |      |     |    |
| 1995 | Team Repsol Honda         | 1   | Mick Doohan         | 1   | 1   | 2   | Ret | Ret | 1   | 1   | 1   | 1   | 2   | 2   | 1   | 4   |     |     |     | 248       | 1º   | 301 | 1º |
| 1995 | Team Repsol Honda         | 6   | Àlex Crivillé       | 3   | 3   | Ret | 3   | 4   | 5   | 2   | Ret | 3   | 6   | 6   | 4   | 1   |     |     |     | 166       | 4º   | 301 | 1º |
| 1995 | Team Repsol Honda         | 7   | Shinichi Itoh       | 10  | 7   | Ret | 8   | 3   | 4   | 8   | 4   | 6   | 5   | 10  | 9   | 2   |     |     |     | 127       | 5º   | 301 | 1º |
| 1995 | Kanemoto Honda            | 9   | Alex Barros         | 6   | 6   | Ret | 5   | 7   | 7   | 5   | 5   | Ret | 9   | 8   | 8   | 6   |     |     |     | 104       | 7º   | 301 | 1º |
| 1995 | Fortuna Honda Pons        | 5   | Alberto Puig        | 7   | 5   | 5   | 1   | 5   | 3   | 3   |     |     |     |     |     |     |     |     |     | 99        | 8º   | 301 | 1º |
| 1995 | Fortuna Honda Pons        | 12  | Carlos Checa        |     |     |     |     |     |     |     |     | Ret | 8   | 7   | 7   | Ret |     |     |     | 26        | 16º  | 301 | 1º |
| 1995 | Marlboro Team Pileri      | 65  | Loris Capirossi     | 8   | Ret | Ret | 6   | 6   | 9   | 4   |     | 4   | 4   | 9   | 5   | 3   |     |     |     | 108       | 6º   | 301 | 1º |
| 1995 | Team HRC                  | 55  | Takuma Aoki         |     |     | 3   |     |     |     |     |     |     |     |     |     |     |     |     |     | 16        | 23º  | 301 | 1º |
| 1996 | Team Repsol Honda         |     |                     | MAL | INA | JPN | ESP | ITA | FRA | NED | GER | GBR | AUT | CZE | IMO | CAT | RÍO | AUS |     |           |      |     |    |
| 1996 | Team Repsol Honda         | 1   | Mick Doohan         | 5   | 1   | 6   | 1   | 1   | 1   | 1   | 2   | 1   | 2   | 2   | 1   | 2   | 1   | 8   |     | 309       | 1º   | 365 | 1º |
| 1996 | Team Repsol Honda         | 4   | Àlex Crivillé       | Ret | 4   | 2   | Ret | 2   | 2   | 2   | 3   | 2   | 1   | 1   | 2   | 3   | 2   | 6   |     | 245       | 2º   | 365 | 1º |
| 1996 | Kanemoto Honda            | 3   | Luca Cadalora       | 1   | 6   | Ret | 2   | 3   | 6   | Ret | 1   | 9   | 4   | Ret | 6   | 4   | 6   | 7   |     | 168       | 3º   | 365 | 1º |
| 1996 | Fortuna Honda Pons        | 17  | Alberto Puig        | 7   | 10  | 9   | 5   | 12  | 3   | 12  | 11  | 11  | 13  | 12  | 12  | 7   | 10  |     |     | 93        | 11º  | 365 | 1º |
| 1996 | Fortuna Honda Pons        | 24  | Carlos Checa        | 3   | 5   | 10  | 10  | DNS | Ret | 11  | Ret | 12  | 7   | 8   | 11  | 1   | 4   | 3   |     | 124       | 8º   | 365 | 1º |
| 1996 | Honda Pileri              | 7   | Alex Barros         | 2   | 2   | Ret | 8   | 6   | 7   | 3   | 8   | 7   | 5   | 9   | 8   | 8   | 5   | 4   |     | 158       | 4º   | 365 | 1º |
| 1996 | Team HRC                  | 52  | Takuma Aoki         |     |     | Ret |     |     |     |     |     |     |     |     |     |     |     |     |     | 0         | NC   | 365 | 1º |
| 1997 | Repsol Honda              |     |                     | MAL | JPN | ESP | ITA | AUT | FRA | NED | IMO | GER | RÍO | GBR | CZE | CAT | INA | AUS |     |           |      |     |    |
| 1997 | Repsol Honda              | 1   | Mick Doohan         | 1   | 1   | 2   | 1   | 1   | 1   | 1   | 1   | 1   | 1   | 1   | 1   | 1   | 2   | Ret |     | 340       | 1º   | 375 | 1º |
| 1997 | Repsol Honda              | 2   | Àlex Crivillé       | 2   | 2   | 1   | 4   | 5   | 4   | DNS |     |     |     |     | 4   | 3   | 3   | 1   |     | 172       | 4º   | 375 | 1º |
| 1997 | Repsol Honda              | 7   | Tadayuki Okada      | 10  | 3   | 3   | Ret | 2   | 3   | 12  | 5   | 2   | 2   | 2   | Ret | 6   | 1   | 4   |     | 197       | 2º   | 375 | 1º |
| 1997 | MoviStar Honda Pons       | 8   | Carlos Checa        | 6   | 6   | Ret | Ret | 6   | 2   | 2   | 4   | Ret | Ret | Ret | Ret | 2   | 6   | 10  |     | 119       | 8º   | 375 | 1º |
| 1997 | MoviStar Honda Pons       | 9   | Alberto Puig        | 7   | 8   | Ret | Ret | 8   | 8   | 5   | 12  | 10  | 14  | Ret | 13  | 15  | 14  | 15  |     | 63        | 12º  | 375 | 1º |
| 1997 | Rheos ELF F.C.C. T.S.     | 18  | Nobuatsu Aoki       | 3   | 5   | 5   | 3   | 4   | Ret | 4   | 2   | 4   | 4   | 4   | 3   | 5   | 4   | Ret |     | 179       | 3º   | 375 | 1º |
| 1998 | Repsol Honda              |     |                     | JPN | MAL | ESP | ITA | FRA | MAD | NED | GBR | GER | CZE | IMO | CAT | AUS | ARG |     |     |           |      |     |    |
| 1998 | Repsol Honda              | 1   | Mick Doohan         | Ret | 1   | 2   | 1   | 2   | Ret | 1   | 2   | 1   | Ret | 1   | 1   | 1   | 1   |     |     | 260       | 1º   | 345 | 1º |
| 1998 | Repsol Honda              | 2   | Tadayuki Okada      | 2   | Ret | 7   | DNQ |     |     | 8   |     |     | 4   | 7   | 2   | 9   | 2   |     |     | 106       | 8º   | 345 | 1º |
| 1998 | Repsol Honda              | 4   | Àlex Crivillé       | 4   | 4   | 1   | 3   | 1   | 5   | 6   | 4   | 3   | 2   | 2   | Ret | 3   | Ret |     |     | 198       | 3º   | 345 | 1º |
| 1998 | Marlboro Team Kanemoto    | 6   | Max Biaggi          | 1   | 3   | 3   | 2   | 5   | 6   | 2   | 6   | 2   | 1   | 3   | DSQ | 8   | 5   |     |     | 208       | 2º   | 345 | 1º |
| 1998 | MoviStar Honda Pons       | 8   | Carlos Checa        | 8   | 2   | 4   | 4   | 3   | 1   | 5   | WD  |     | 7   | 10  | 6   | DNS | 8   |     |     | 139       | 4º   | 345 | 1º |
| 1998 | MoviStar Honda Pons       | 14  | Juan Borja          |     |     |     |     |     |     |     | DNS |     |     |     |     |     |     |     |     | 0 (3)     | 32.º | 345 | 1º |
| 1998 | MoviStar Honda Pons       | 19  | John Kocinski       | 13  | 5   | 11  | 5   | 4   | Ret | DNS |     |     | 15  | 13  | 9   | 12  | 10  |     |     | 64        | 12º  | 345 | 1º |
| 1998 | MoviStar Honda Pons       | 39  | Gregorio Lavilla    |     |     |     |     |     |     |     |     | 11  |     |     |     |     |     |     |     | 5         | 27º  | 345 | 1º |
| 1998 | Honda Gresini             | 9   | Alex Barros         | 7   | Ret | 5   | 9   | Ret | 9   | 4   | 5   | 4   | 3   | 4   | 7   | 4   | 3   |     |     | 138       | 5º   | 345 | 1º |
| 1999 | Repsol Honda Team         |     |                     | MAL | JPN | ESP | FRA | ITA | CAT | NED | GBR | GER | CZE | IMO | VAL | AUS | RSA | RÍO | ARG |           |      |     |    |
| 1999 | Repsol Honda Team         | 1   | Mick Doohan         | 4   | 2   | DNS |     |     |     |     |     |     |     |     |     |     |     |     |     | 33        | 17º  | 338 | 1º |
| 1999 | Repsol Honda Team         | 3   | Àlex Crivillé       | 3   | 4   | 1   | 1   | 1   | 1   | Ret | 1   | 2   | 2   | 1   | Ret | 5   | 3   | 6   | 5   | 267       | 1º   | 338 | 1º |
| 1999 | Repsol Honda Team         | 8   | Tadayuki Okada      | 5   | 15  | 4   | 9   | 3   | 2   | 1   | 2   | Ret | 1   | 4   | 4   | 1   | 4   | 7   | Ret | 211       | 3º   | 338 | 1º |
| 1999 | Repsol Honda Team         | 15  | Sete Gibernau       |     |     |     |     | 6   | 3   | 3   | DNS | 9   | 10  | 10  | 9   | 6   | 2   | 5   | 6   | 119 (165) | 5º   | 338 | 1º |
| 1999 | MoviStar Honda Pons       | 5   | Alex Barros         | 6   | 8   | Ret | 10  | Ret | Ret | 10  | 5   | 8   | 7   | 2   | 10  | Ret | 11  | 4   | 8   | 110       | 9º   | 338 | 1º |
| 1999 | MoviStar Honda Pons       | 14  | Juan Borja          | 8   | 11  | 9   | 7   | 9   | 5   | 8   | 7   | 10  | 12  | Ret | Ret | 17  | 5   | Ret | 9   | 92        | 12º  | 338 | 1º |
| 1999 | Kanemoto Honda            | 19  | John Kocinski       | Ret | Ret | 6   | 2   | 8   | 9   | 7   | 9   | 5   | 14  | 8   | 8   | 9   | 10  | 13  | 7   | 115       | 8º   | 338 | 1º |
| 1999 | Lucky Strike Honda Racing | 36  | Shinichi Ito        |     | 7   |     |     |     |     |     |     |     |     |     |     |     |     |     |     | 9         | 21º  | 338 | 1º |
| 2000 | Repsol YPF Honda Team     |     |                     | RSA | MAL | JPN | ESP | FRA | ITA | CAT | NED | GBR | GER | CZE | POR | VAL | RÍO | PAC | AUS |           |      |     |    |
| 2000 | Repsol YPF Honda Team     | 1   | Àlex Crivillé       | 5   | Ret | 6   | 4   | 1   | Ret | Ret | 2   | 7   | Ret | 7   | 6   | Ret | 11  | 6   | Ret | 122       | 9º   | 311 | 2º |
| 2000 | Repsol YPF Honda Team     | 5   | Sete Gibernau       | Ret | 7   | Ret | Ret | 15  | 10  | Ret | 7   | 11  | 10  | 6   | Ret | 8   | 7   | 12  | Ret | 72        | 15º  | 311 | 2º |
| 2000 | Repsol YPF Honda Team     | 8   | Tadayuki Okada      | Ret | 6   | 3   | 10  | 14  | 8   | 15  | 11  | 10  | 5   | 10  | 7   | 9   | 9   | 10  | 9   | 107       | 11º  | 311 | 2º |
| 2000 | Nastro Azzurro Honda      | 46  | Valentino Rossi     | Ret | Ret | 11  | 3   | 3   | 12  | 3   | 6   | 1   | 2   | 2   | 3   | Ret | 1   | 2   | 3   | 209       | 2º   | 311 | 2º |
| 2000 | Emerson Honda Pons        | 10  | Alex Barros         | 4   | 8   | 7   | 5   | 5   | Ret | Ret | 1   | 14  | 1   | Ret | 10  | 5   | 2   | 7   | 4   | 163       | 4º   | 311 | 2º |
| 2000 | Emerson Honda Pons        | 65  | Loris Capirossi     | 3   | Ret | 12  | 6   | 8   | 1   | 6   | 3   | 4   | 6   | 5   | 13  | Ret | Ret | 8   | 2   | 154       | 7º   | 311 | 2º |
| 2001 | Repsol YPF Honda Team     |     |                     | JPN | RSA | ESP | FRA | ITA | CAT | NED | GBR | GER | CZE | POR | VAL | PAC | AUS | MAL | RÍO |           |      |     |    |
| 2001 | Repsol YPF Honda Team     | 11  | Tohru Ukawa         | Ret | 3   | 5   | Ret | 7   | 7   | 8   | 16  | Ret | 5   | Ret | 6   | 5   | 5   | 5   | Ret | 107       | 10º  | 367 | 1º |
| 2001 | Repsol YPF Honda Team     | 28  | Àlex Crivillé       | 9   | 6   | 3   | 5   | 4   | 11  | Ret | 7   | DNS | 2   | Ret | Ret | 11  | 11  | 6   | 7   | 120       | 8º   | 367 | 1º |
| 2001 | Nastro Azzurro Honda      | 46  | Valentino Rossi     | 1   | 1   | 1   | 3   | Ret | 1   | 2   | 1   | 7   | 1   | 1   | 11  | 1   | 1   | 1   | 1   | 325       | 1º   | 367 | 1º |
| 2001 | West Honda Pons           | 4   | Alex Barros         | 6   | 9   | 6   | 8   | 1   | Ret | 4   | 3   | 5   | 9   | Ret | 2   | 2   | 4   | 7   | 4   | 182       | 4º   | 367 | 1º |
| 2001 | West Honda Pons           | 65  | Loris Capirossi     | 8   | 2   | 8   | 7   | 2   | 3   | 3   | 10  | 8   | 3   | 2   | Ret | 3   | 3   | 2   | 5   | 210       | 3º   | 367 | 1º |
| 2001 | Shell Advance Honda       | 8   | Chris Walker        | Ret | 15  | Ret | 12  | Ret | 13  | DNS | 15  |     |     |     |     |     |     |     |     | 9         | 20º  | 367 | 1º |
| 2001 | Shell Advance Honda       | 9   | Leon Haslam         |     |     |     |     |     |     |     |     | Ret | Ret | Ret | 16  | 15  | 19  | 15  | 11  | 7 (13)    | 19º  | 367 | 1º |